# Interferometr optyczny

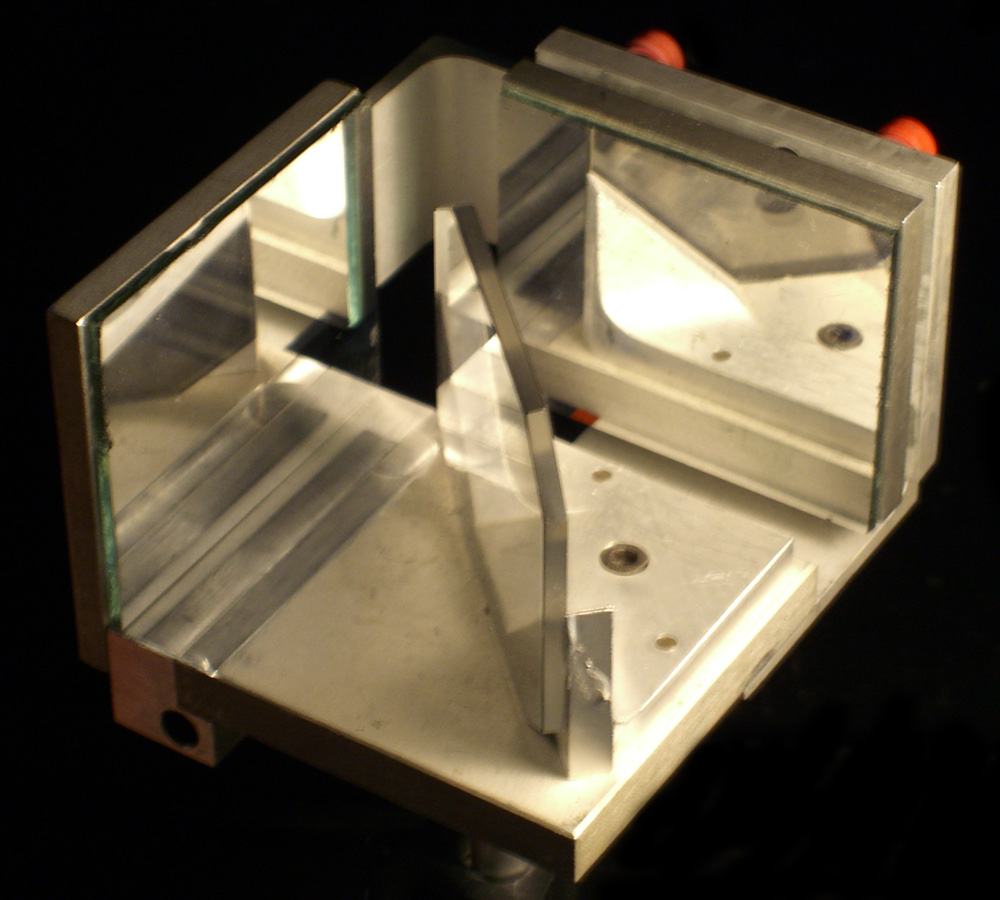
Interferometr Michelsona

Interferometr optyczny – interferometr oparty na zjawisku interferencji fal świetlnych. Zasada działania opiera się na nakładaniu na siebie dwóch fal spójnych, co prowadzi do powstania jaśniejszych i ciemniejszych prążków interferencyjnych. Pomiar natężenia światła oraz jego przestrzennego rozkładu pozwala na bardzo dokładne pomiary odległości oraz długości fali.
Zaproponowano wiele konstrukcji interferometrów optycznych. Z reguły w interferometrze wiązka  fal świetlnych jest rozdzielana (najczęściej za pomocą płytki światłodzielącej) na dwie lub więcej wiązek, które po przebyciu różnych dróg optycznych łączą się z powrotem i trafiają do detektora, na przykład miernika natężenia lub spektrometru.

## Rodzaje interferometrów

### Interferometry jednowiązkowe
W interferometrach jednowiązkowych wiązka fal nie jest rozdzielana na dwie. Dla przykładu w interferometrze różnicowym stosuje się światłowód planarny. W światłowodzie za pomocą lasera pobudzamy mody TE i TM, a na wyjściu układu umieszczamy analizator pod kątem 45° do płaszczyzn polaryzacji. Światło przechodzące przez analizator interferuje i tworzy na ekranie obraz interferencyjny.

### Interferometry dwuwiązkowe

Interferometr Michelsona: S – źródło światła; P – płytka światłodzieląca; Z1, Z2 – zwierciadła; O – ekran do obserwacji prążków interferencyjnych

Większość interferometrów stosowanych w optyce składa się z elementów optycznych, które dwie wiązki fal spójnych prowadzą różnymi drogami. Na końcu mierzona jest interferencja fal, co pozwala na bardzo dokładny pomiar struktury geometrycznej badanych obiektów.
Najważniejsze konstrukcje interferometrów dwuwiązkowych:
- interferometr Michelsona
- interferometr Mirau
- interferometr Fizeau
- interferometr Macha-Zehndera
- interferometr Sagnaca
- interferometr Lloyda
- interferometr Twymana-Greena
- zwierciadła Fresnela

#### Interferometr Michelsona
Michelson zmierzył długość wzorca metra przechowywanego w Paryżu wyrażając ją liczbą długości fal pewnego monochromatycznego światła. Pokazał on, że wzorzec metra jest równoważny 1 553 163,5 długości fal czerwonego światła kadmu. Za to osiągnięcie otrzymał w 1907 roku Nagrodę Nobla („za zbudowanie niezwykle precyzyjnych przyrządów optycznych i pomiary metrologiczne przeprowadzone przy ich użyciu”).
W konfiguracji przedstawionej na rysunku interferometr posiada dwa prostopadłe do siebie ramiona. Światło ze źródła S wchodzi do układu i rozdziela się na dwie wiązki na półprzepuszczalnym zwierciadle P. Na końcu obu ramion znajdują się zwierciadła Z1 i Z2, które zawracają bieg promieni. Zwierciadło Z2 dodatkowo jest ruchome i za jego pomocą zmienia się drogę optyczną jednej z wiązek. Po odbiciu dwie wiązki padają ponownie na półprzepuszczalne zwierciadło gdzie biegną już w jednym kierunku (do obserwatora O) i interferują ze sobą.

#### Interferometr Macha-Zehndera

Interferometr Macha-Zehndera: S – źródło światła; P1, P2 – płytki światłodzielące; Z1, Z2 – zwierciadła; O – ekran do obserwacji prążków interferencyjnych

W interferometrze Macha-Zehndera promień świetlny rozdzielany jest na dwa promienie (stosunek mocy 1:1). W jednym z ramion interferometru wywołuje się zmianę współczynnika załamania światła – to ramię nazywane jest sygnałowym, natomiast drugie jest ramieniem sygnału odniesienia.
Obraz interferencyjny oglądany na ekranie zależy od różnicy faz obu promieni. Różnica faz wywołana jest różnicą dróg optycznych promieni z powodu różnych wartości współczynnika załamania światła.
Konstruktorami tego typu interferometru są Ernst Mach oraz Zehnder.

#### Interferometr Sagnaca

Interferometr Sagnaca: S – źródło światła; P – płytka półprzepuszczalna; Z1, Z2 – zwierciadła; O – ekran

Interferometr w konfiguracji Sagnaca stosuje się w samolotach jako superprecyzyjne żyroskopy.

### Interferometry wielowiązkowe
W interferometrach wielowiązkowych światło pokonuje bardzo wiele dróg optycznych tworząc złożone wzory interferencyjne. Najczęściej stosowane interferometry wielowiązkowe:
- Interferometr Fabry’ego-Perota
- Interferometr Newtona (pierścienie Newtona)

## Zastosowania

### Pomiar odległości
Interferometr jest najbardziej precyzyjnym znanym obecnie urządzeniem do mierzenia odległości. Wykorzystuje on efekt interferencji światła do mierzenia odległości z dokładnością do pojedynczej długości fali. Promień odniesienia oraz promień pomiarowy przebiegają różne drogi w przestrzeni. Jedna wiązka porusza się po drodze o znanej długości, druga po drodze mierzonej. Obydwa promienie podlegają interferencji zaś odczytanie rozkładu prążków interferencyjnych pozwala określić różnicę długości w przebiegu promieni. W praktyce tak dokonany pomiar pokazuje różnice dróg optycznych, na którą składa się nie tylko różnica geometryczna długości dróg, ale która także zależy od własności optycznych ośrodka, przez który przebiegają promienie, co znajduje swoje zastosowanie np. podczas pomiaru naprężeń ośrodka, przez który przechodzą promienie, lub np. podczas oceny turbulentności gazu w tubusach teleskopów astronomicznych.

### Doświadczenie Michelsona-Morleya
Interferometr dwuramienny został wykorzystany w 1887 roku Alberta Michelsona i Edwarda Morleya do wykazania, że prędkość światła w układzie źródła jest stała niezależnie od jego ruchu. Stało się to kluczowym eksperymentem prowadzącym do teorii eteru Lorentza, emisyjnych teorii światła i wreszcie do szczególnej teorii względności Einsteina.

### Spektroskopia fourierowska
W spektroskopii fourierowskiej wykorzystuje się interferometr Michelsona do badania widma promieniowania. Widmo to otrzymuje się wykonując transformatę Fouriera natężenia światła mierzonego w zależności od różnicy długości ramion interferometru.